# Сува, Юма
Юма Сува (яп. 諏訪 悠磨; род. 29 августа 2000) — японский футболист, полузащитник клуба «Колубара».

## Карьера

### Начало карьеры
Занимался футболом в Старшей школе «Джиссен Гакуэн». В феврале 2019 года футболист перебрался в структуру японского клуба «Сагамихара». В начале 2020 года футболист присоединился к австрийскому клубу «Швац». В июле 2020 года покинул австрийский клуб. В феврале 2021 года футболист присоединился к черногорскому клубу «Грбаль». Дебютировал за клуб 7 марта 2021 года в матче против клуба «Бокель». Футболист быстро закрепился в основной команде клуба. По окончании сезона покинул черногорский клуб.

### «Кауно Жальгирис»
В конце июня 2021 года футболист на правах свободного агента перешёл в литовский клуб «Кауно Жальгирис». В начале июля 2021 года футболист вместе с клубом отправился на квалификационные матчи Лиги конференций УЕФА. Дебютировал за клуб 29 июля 2021 года в матче против валлийского клуба «Нью-Сейнтс», выйдя на замену в начале второго тайма. Дебютный матч в литовском чемпионате сыграл 2 августа 2021 года против клуба «Судува», выйдя на поле в стартовом составе. Первым результативным действием за клуб отличился 20 августа 2021 года в матче против клуба «ДФК Дайнава», отдав голевую передачу. В октябре 2021 года футболист выбыл из распоряжения клуба, под конец сезона лишь единожды появившись на поле. По итогу сезона стал бронзовым призёром чемпионата.
Новый сезон футболист начал с матча 5 марта 2022 против клуба «Хегельманн», выйдя на замену на 70 минуте. В матче 15 апреля 2022 года против клуба «Банга» футболист вышел на поле в начале второго тайма, однако спустя 10 минут получил серьёзную травму и покинул поле. Затем футболист выбыл из распоряжения клуба до конца сезона, который смог стать серебряным призёром чемпионата. В начале 2023 года футболист снова стал тренироваться с основной командой литовского клуба. В финале за Суперкубок Литвы в матче 26 февраля 2023 года уступил клубу «Жальгирис». Первый матч в чемпионате сыграл 10 марта 2023 года против клуба «ФА Шяуляй», выйдя на замену на 73 минуте. Однако почти весь сезон футболист провёл как игрок скамейки запасных, преимущественно появляясь на поле на последних минутах. Дебютный гол за клуб футболист забил 29 октября 2023 года в матче против клуба «Хегельманн». По итогу сезона вместе с клубом футболист занял итоговое четвёртое место в чемпионате. В ноябре 2023 года футболист покинул литовский клуб.

### «Колубара»
В феврале 2024 года футболист на правах свободного агнета перешёл в сербский клуб «Колубара». Дебютировал за клуб футболист 6 марта 2024 года в матче против клуба «Нови-Сад», выйдя на замену на 66 минуте, а затем на 84 минуте был и сам заменён.